# Heterophleps ocyptaria
Heterophleps ocyptaria är en fjärilsart som beskrevs av Swinhoe 1893. Heterophleps ocyptaria ingår i släktet Heterophleps och familjen mätare. Inga underarter finns listade i Catalogue of Life.